# Sulzerbach (Rhein)
Der Sulzerbach ist ein knapp sieben Kilometer langer Bach im Schweizer Kanton Aargau, der durch das Tal von Sulz fliesst und bei Rheinsulz in den Hochrhein mündet.

## Geographie

### Verlauf
Der Sulzerbach entspringt auf etwa 580 m ü. M. in einem engen Tälchen, das Sulzerloch genannt wird, nahe des Passübergangs Ampferehöchi im Juragebirge. Obwohl sich sein Quellgebiet nördlich der Wasserscheide befindet, gehört es zum Gebiet des Bezirks Brugg, während der weitaus grösste Teil des Bachlaufs im Bezirk Laufenburg liegt.
Der Sulzerbach fliesst gegen Nordwesten durch das bewaldete Bergtal und erreicht schon nach wenigen hundert Metern das Gebiet der Gemeinde Laufenburg im Bezirk Laufenburg. Bis 2009 war Sulz ein selbständige Gemeinde; auf den 1. Januar 2010 schloss sie sich der Stadt Laufenburg an. Durch das Sulzertal verläuft, meistens direkt neben dem Bach, die aargauische Kantonsstrasse 456.
Beim Dorf Obersulz verlässt der Sulzerbach das bergige Waldgebiet. Rund um die Ortschaften Obersulz, Sulz, Sulzerberg, Bütz und Leidikon sind die Talflanken gerodet und werden landwirtschaftlich genutzt. Unterhalb von Sulz betreibt der Kanton Aargau am Gewässer, dessen Hochwasser gefürchtet sind, seit 1980 eine hydrometrische Messstation. Bei Leidikon, wo früher an einem aus dem Bach abgeleiteten Kanal eine Mühle stand, passiert der Bach ein enges, rund 150 Meter tief eingeschnittenes Tal zwischen zwei Bergstöcken des Tafeljuras. Neben dem Bach befindet sich die Fischzuchtanlage «Fischergut». Am Nordfuss des Gebirges überqueren ihn die Betonbrücken der Alten Hauptstrasse, der Bahnstrecke Stein-Laufenburg-Koblenz und der Winterthurerstrasse (Hauptstrasse 7). Eine kurze Strecke nach den Brücken mündet der Bach in einem Auenschutzgebiet auf der Höhe von 300 m ü. M. von links in den Rhein.
Östlich der Mündung stand in spätrömischer Zeit ein Wachtturm, der zum Verteidigungssystem des Römischen Reiches am Hochrhein gehörte. Vom Bauwerk sind neben der Hauptstrasse die ausgegrabenen und konservierten Grundmauern zu sehen.

### Einzugsgebiet
Das 11,89 km² grosse Einzugsgebiet des Sulzerbachs liegt im Schweizer Jura und wird über den Rhein zur Nordsee entwässert. Es ist ein Abschnitt des Juraparks Aargau, und die Bergzone mit seinem Oberlauf liegt zudem im Areal des Landschaftsschutzgebiets Aargauer Tafeljura, das im Bundesinventar der Landschaften und Naturdenkmäler von nationaler Bedeutung (BLN) ausgewiesen ist.
Das Einzugsgebiet besteht zu 47,0 % aus bestockter Fläche, zu 45,2 % aus Landwirtschaftsfläche, zu 7,4 % aus Siedlungsfläche und zu 0,3 % aus unproduktiven Flächen.
Flächenverteilung
Die mittlere Höhe des Einzugsgebietes beträgt 480,2 m ü. M.

### Zuflüsse
Von der Quelle zur Mündung
- Sulzerloch (links), 0,2 km
- Blochersacher (rechts), 0,2 km[10]
- Talbode (rechts), 0,2 km[10]
- Wildloch (rechts), 0,4 km[10]
- Junkertal (rechts), 0,3 km[10]
- Buechmattbächli (links), 0,6 km, 1,43 km²
- Brügglibach (Leisacherbächli) (links), 0,7 km, 0,62 km²
- Chilchtalbach (rechts), 1,1 km
- Voreggbächli (links), 0,5 km[10]
- Krebsenbächli (rechts), 1,5 km, 1,62 km²
- Talacherbächli (rechts), 1,2 km, 1,02 km²
- Deisigraben (links), 1,5 km
- Wolfisgraben (links), 1,2 km

## Hydrologie
Bei der Mündung des Sulzerbachs in den Rhein beträgt seine modellierte mittlere Abflussmenge (MQ) 150 l/s. Sein Abflussregimetyp ist pluvial jurassien und seine Abflussvariabilität beträgt 26.
| Der modellierte monatliche mittlere Abfluss (MQ) des Sulzerbachs in l/s                            |
| -------------------------------------------------------------------------------------------------- |
| 250200150100500150210Jan.240Feb.230März190Apr.140Mai120Juni80Juli50Aug.60Sep.100Okt.140Nov.210Dez. |
| Durchgehende Linie: Mittlerer Jahresabfluss (MQ) 150 l/s                                           |